# Scharinska villan
63°49′25″N 20°16′17″Ø / 63.82361°N 20.27139°Ø
Scharinska villan i Umeå er en rosa palælignende bygning på Storgatan 63-65 ved Döbelns park, tegnet af Ragnar Östberg og opført 1904–1905 for Egil Unander-Scharin og familie. Huset blev opført af entreprenørvirksomheden AB Jakobsson & Eriksson, som tidligere også havde opført bykirken efter stadsbranden. Ansvarlig bygherre var Per Eriksson, som sad i byrådet sammen med Unander-Scharin. Frem til 1950'erne husede bygningen også familievirksomheden AB Scharins Söner.

## Bygningen
Bygningens ydre er noget engelsk victoriansk med gavlkamme over vinduerne, bueformede fremstående vinduer i stueetagen, og rokokoinspirerede små balkoner i smedejern. Huset er tre etager højt, med en særegen volumenforskydning til den ene side der står i kontrast til den i øvrigt konsekvent gennemførte symmetri. Den pudsede facade er farvet svagt rød med en frise under den tredje etages vinduesrække.
Selve interiøret er overdådig med træpaneler på væggene, undtagen i den såkaldte spanske sal, hvis omhyggeligt renoverede vægge er dækket af mosaikfliser fra Spanien. Hovedindgangens yderdør har et motiv i relief, tegnet af Ragnar Östberg. Motivet er rigeligt med løv med syv børneansigter og en stork i midten. De syv ansigter symboliserer familien Scharins syv børn. Scharinska villan regnes for et af Östbergs fornemmeste ungdomsværker.
Grunden er omkranset af en hæk mod Storgatan og Döbelnsgatan. Syd for gartnerboligen er der en brolagt have (teglfarvede betonfliser), omkranset af bueformede blik-espalier mod syd og vest samt bliktag i gittermønster mod øst. Nord for bygningen er der i dag en asfalteret parkeringsplads, som også tjener som indkørsel til Bostadens hovedkontor.

### Gartnerboligen
Til villaen hører også et udhus, som enten kaldes annekset eller gartnerboligen, og som ligger vest for hovedbygningen, flugter med dens nordlige facade og hvis stil lægger sig op af denne. Udhuset er opført i et plan med et møbleret loftsrum i den vestlige del og i et og et halvt plan mod øst. Udhuset indeholdt oprindelig en bolig for husets overgartner, samt stald med bolig til en kusk. Det drivhus som længe befandt sig ved dets sydlige langside blev revet ned i 1980'erne. Udhuset, hvis interiør ikke indgår i byggnadsminnet, har i moderne tid været indrettet med fire garager med brunglaserede hængslede døre af træ.

## Historie
Stillet over for planerne om et nyt hus havde forstander Egil Unander-Scharin kontakt med flere arkitekter, blandt andet Gustav Hermansson som havde tegnet mange huse i Sundsvall efter Sundsvallsbranden i 1888 og Ernst Stenhammar som blandt andet havde tegnet Svenska Handelsbankens hus i Umeå i 1894. Unander-Scharin var ikke tilfreds med deres forslag og lod i stedet arkitekt Östberg få opgaven. Den 4. juli 1904 fik Unander-Scharin byggetilladelse for byggegrund 2 og 3 i kvarteret Härmod (byggegrund 1 var allerede bebygget) og dagen efter var udgravningen til huset allerede i gang. Den 14. juli betalte Unander-Scharin 7 894:85 til Umeå by for begge byggegrundene. Disse byggegrundes placering var resultatet af lokalplanen fra 1889 hvor alle byggegrundene indenfor brandområdet efter stadsbranden i 1888 blev gentegnet. Unander-Scharins to byggegrunde havde været ubebyggede siden branden. Det samlede beløb for huset blev anslået til 94 000 svenske kr., heraf 12 000 svenske kr. til indretning og 4 000 svenske kr. for Östbergs tegninger.

### Legenden
Ifølge legenden opstod idéen til villaen fra et spisestuemøbel som Ragnar Östberg havde fået fremstillet til konsul Egil Unander-Scharin, der blev så begejstret at han i 1904 bestilte et hus der passede til møblet. Oprindelsen til denne legende kan stamme fra Birger Steckzéns bibliografi over det Scharinska firma. I et brev sendt fra Östberg til Unander-Scharin den 10. februar 1904 fremgår det nemlig at det er blevet taget hensyn til et særligt møbel da en spisestue i villaen blev drøftet. At Unander-Scharin skulle have bestilt et spisestuemøbel af Östberg inden villaen blev bestilt anses nu for at være mindre sandsynligt, da brevvekslingen mellem Unander-Scharin og Östberg tyder på at de ikke kendte hinanden, inden villaen kom på tale, samt at der ikke kan findes noget sådan i regnskabsbøgerne. Et mere sandsynligt møbel er det som er optegnet i regnskabsbogen som det spanska møbel. Dette møbel ankom fra Lissabon i december 1904.

### I moderne tid
I 1959 solgte slægten Scharin bygningen til Umeå kommun som renoverede villaen og udførte flere forandringer til de studenterforeningsaktiviteter der nu blev planlagt. Siden da har kommunen overdraget bygningen till forenings- og studenterforeningsaktiviteter. I 1981, det samme år som den Scharinska villa blev byggnadsminne,, blev der indgået en overenskomst mellem Umeå kommune, Umeå studenterforening og Universum om brugen af bygningen. Efter en licitation i 1996 kunne Umeå naturvidenskab- og teknikstudenterforening (NTK) flytte ind i huset, men de trak sig ud af kontrakten med udgangen af 2003. Driften, som hidtil var foregået i non-profit-regi, blev overtaget af EFAK (Ekonomiska Föreningen för Alternativ Kultur i Umeå), som genindviede villaen i efteråret 2004.
Fra 2006 til 2013 blev aktiviteterne i huset drevet i privat regi, med selskabslokaler, kælderpub, kro og en musikscene, som en rockklub under navnet Scharinska. Denne aktivitet blev endeligt flyttet til Vasaskolan ved årsskiftet 2013/2014.
I efteråret 2013 påbegyndtes en større renovering af bygningens ydre, og den 31, januar 2014 påbegyndtes en renovering af bygningens indre der er vurderet til at tage et år. I den periode må lejerene rømme lokalerne.

### Det rosa hus
I starten af 1980'erne, i forbindelse med arkivstudier af den Scharinska villas tilblivelse, kom det frem at Unander-Scharin allerede før bestillingen af sin egen villa havde korresponderet med Östberg om tegninger til tre velproportionerede privatboliger; "dobbelthuse" med tilstødende "lawn-tennisbane". Unander-Scharin nåede at indhente tilbud på byggeriet inden planerne blev skrinlagt. Tegningerne synes dog at være blevet købt af oberstløjtnant Gustaf Wernstedt, som nogle år senere lod et af husene opføre, det der er blevet kendt som det Rosa hus, og som gennem flere år i 2000'erne var truet af nedrivning.

### Fodnoter
1. 1 2 3  "Scharinska Villan - Historik". Länsstyrelsen Västerbotten. 2007. Hentet 2014-03-22.
2. 1 2 3 4  "Scharinska villan". Västerbottens museum. Arkiveret fra originalen 25. december 2018. Hentet 2013-11-03.
3. ↑  Andrén, ss. 26-27.
4. ↑  Scharinska Villan - Historik. Länsstyrelsen Västerbotten, 2007 Hentet 2014-03-22
5. ↑  Andrén, s. 13.
6. ↑  Andrén, ss. 15-16.
7. ↑  Eriksson, s. 145, 146 och 149.
8. ↑  Andrén, s. 29.
9. ↑  Steckzén, Birger (1924). Scharinska firman 1824-1924: berättelsen om en släkt och ett handelshus från Västerbotten. Stockholm: Norstedt & Söner.Libris 579951
10. ↑  Andrén, s. 14.
11. ↑  Olofsson, s. 97.
12. ↑  "Umeå kommun: Nu renoveras Scharinska villan". Hentet 2013-09-18.
13. ↑  Rosén, Gull-Mari (2005-12-09). "Historien om Rosa huset". Västerbottens-Kuriren. Arkiveret fra originalen 21. februar 2006. Hentet 2009-06-23.

### Trykte kilder
- Olofsson, Sven Ingemar; Eriksson Karin (1972). Umeå stads historia 1888-1972. Umeå: Umeå kommunfullmäktige.Libris 88277
- Eriksson, Karin (1975). Studier i Umeå stads byggnadshistoria: från 1621 till omkring 1895 (PDF). Umeå studies in the humanities, 0345-0155 ; 3. Umeå: Umeå universitetsbibliotek. ISBN 91-7174-000-7.Libris 7615280
- Andrén, Brit-Marie; Rosén Gull-Mari (1980). Ett par kulturyttringar i Umeå under sekelskiftet. Umeå: Umeå universitetsbibliotek. ISBN 91-7174-066-X.Libris 7615340